# Rigusker
Die Rigusker, oder Rugusker (lateinisch Rigusci, Rugusci; altgriechisch ῾Ριγοῦσκαι Rhigouskai) waren ein rätischer Volksstamm in Rätien. Sie werden entweder im Oberhalbstein oder Oberengadin lokalisiert.
Im Jahre 15 v. Chr. wurden die Rigusker während des Alpenfeldzuges von Tiberius unterworfen und als eines der 45 besiegten Alpenvölker im Tropaeum Alpium aufgelistet. Auf dieses Ereignis nimmt auch Plinius der Ältere Bezug. Zudem werden sie noch in der Geographie des Ptolemäus genannt, der sie in Rätien neben den Suaneten, Kalukonen und Vennoneten nennt.